# War Requiem

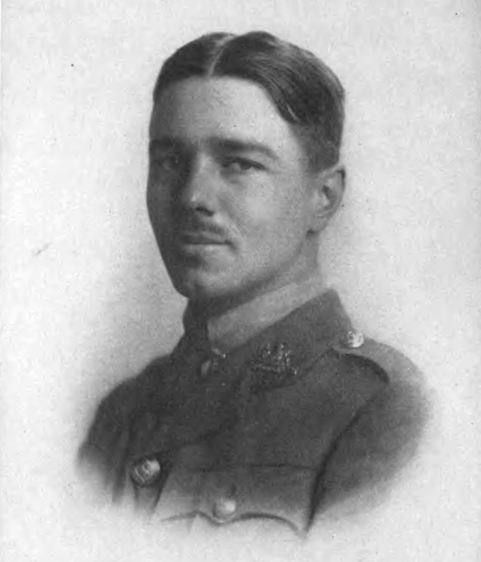
Wilfred Owen

Het War Requiem opus 66 van Benjamin Britten is een niet-liturgisch requiem, gecomponeerd in 1961-1962 voor drie zangsolisten (sopraan, tenor en bariton), gemengd koor, jongenskoor, orgel en twee orkesten (symfonieorkest en kamerorkest). Het wordt beschouwd als een van de meest indrukwekkende klassieke werken van de twintigste eeuw.
Het werk is opgedragen aan vier oorlogsslachtoffers:
"In loving memory of
Roger Burney, Sub-Lieutenant, Royal Naval Volunteer Reserve
Piers Dunkerley, Captain, Royal Marines
David Gill, Ordinary Seaman, Royal Navy
Michael Halliday, Lieutenant, Royal New Zealand Naval Volunteer Reserve"

## Compositie
Het War Requiem is geschreven ter gelegenheid van de inwijding van de nieuwe kathedraal van Coventry op 30 mei 1962. De oorspronkelijke veertiende-eeuwse kathedraal was volledig verwoest door bombardementen in de Tweede Wereldoorlog. Britten koos voor een traditionele Latijnse dodenmis die door het koor en de sopraansolist wordt vertolkt. Af en toe doven de liturgische klanken uit, en verplaatst de aandacht zich naar een kamerorkest met twee mannelijke solisten. Zij verbeelden negen oorlogsgedichten van Wilfred Owen, een militair die in november 1918 sneuvelde in de loopgraven van Frankrijk, een week voor de wapenstilstand. Af en toe komt het jongenskoor er tussendoor. Alhoewel de drie groepen in het begin elkaar afwisselen, lijken ze gedurende het stuk steeds sterker met elkaar verweven te zijn.

### Structuur
Het werk is opgedeeld in zes delen:
Requiem aeternam
- Requiem aeternam (koor en jongenskoor)
- "What passing bells" (tenor)

Dies irae
- Dies irae (koor)
- "Bugles sang" (bariton)
- Liber scriptus (sopraan en koor)
- "Out there, we walked quite friendly up to death" (tenor en bariton)
- Recordare (vrouwenkoor)
- Confutatis (mannenkoor)
- "Be slowly lifted up" (bariton)
- Dies irae (koor)
- Lacrimosa (sopraan en koor) onderbroken door "Move him, move him" (tenor)

Offertorium
- Domine Jesu Christe (jongenskoor)
- Quam olim Abrahae (koor)
- Isaac and Abram ("So Abram rose") (tenor en bariton)
- Hostias et preces tibi (jongenskoor)
- Reprise of Quam olim Abrahae (koor)

Sanctus
- Sanctus and Benedictus (sopraan en koor)
- "After the blast of lightning" (bariton)

Agnus Dei
- Agnus Dei (koor) onderbroken door "One ever hangs" (tenor)

Libera me
- Libera me (sopraan en koor)
- Strange Meeting ("It seems that out of battle I escaped") (tenor en bariton)
- In paradisum (jongenskoor, koor en sopraan)
- Requiem aeternam (jongenskoor)

### Thema
Benjamin Britten, die zelf atheïst en overtuigd pacifist was, had ervoor gekozen om zowel de nutteloosheid van oorlog, als de hypocrisie van de kerk in tijden van oorlog onder de loep te nemen. Wilfred Owen, die enkele jaren een priesteropleiding genoten had, worstelde zijn hele leven met dit thema. Dit is de reden dat er veel christelijke toespelingen in de gedichten te vinden zijn.
Het thema komt het meest tot uiting in het Offertorium: het koor zingt de opzwepende fuga "Quam olim Abrahae promisisti, et semini eius" (Wat is beloofd aan Abraham, en aan zijn nageslacht). Het volgende gedicht van Owen over het offer van Abraham sluit hierbij naadloos aan. Pas in de laatste twee regels van het gedicht wordt de boodschap duidelijk:
'...offer the ram of pride instead of him.'
But the old man would not so, but slew his son,
and half the seed of Europe, one by one.
Na deze afrekening met de kerkelijke instantie dooft het koor langzaam uit met dezelfde fuga, maar deze keer zonder de vrolijkheid waarmee het koor begon.
Een wederkerend motief is het interval C en F#, dat overmatige kwart of tritonus genoemd wordt. Het is onder meer te horen in de kerkklokken aan het begin van "Requiem aeternam," en het einde van "Libera me". Een ander veelvoorkomend motief is de octotonische ladder, die het trillen van hemel en aarde inzet in "Libera me".
In het Sanctus bij de tekst "Pleni sunt coeli et terra gloria tua" (vol zijn hemel en aarde van Uw heerlijkheid) zingt het koor achtstemmig, waarbij alle twaalf tonen gebruikt worden. Bovendien zingt elk koorlid afzonderlijk de tekst in een ander tempo, zodat er een chaos van klanken ontstaat.

### Bezetting
- sopraan, tenor, bariton
- gemengd koor
- jongenskoor
- 3 dwarsfluiten waarvan 1 ook piccolo, 2 hobo’s, althobo, 3 klarinetten waarvan 1 ook esklarinet en basklarinet , 2 fagotten, contrafagot
- 6 hoorns, 4 trompetten, 3 trombones, tuba
- pauken, 4 slagwerk, piano, orgel
- 1e en 2e violen, altviolen, celli, contrabassen

Met
- dwarsfluit/piccolo, hobo/althobo, klarinet, fagot, hoorn,
- slagwerk, harp, kistorgel of harmonium
- 1e en 2e viool, altviool, cello, contrabas

## Première

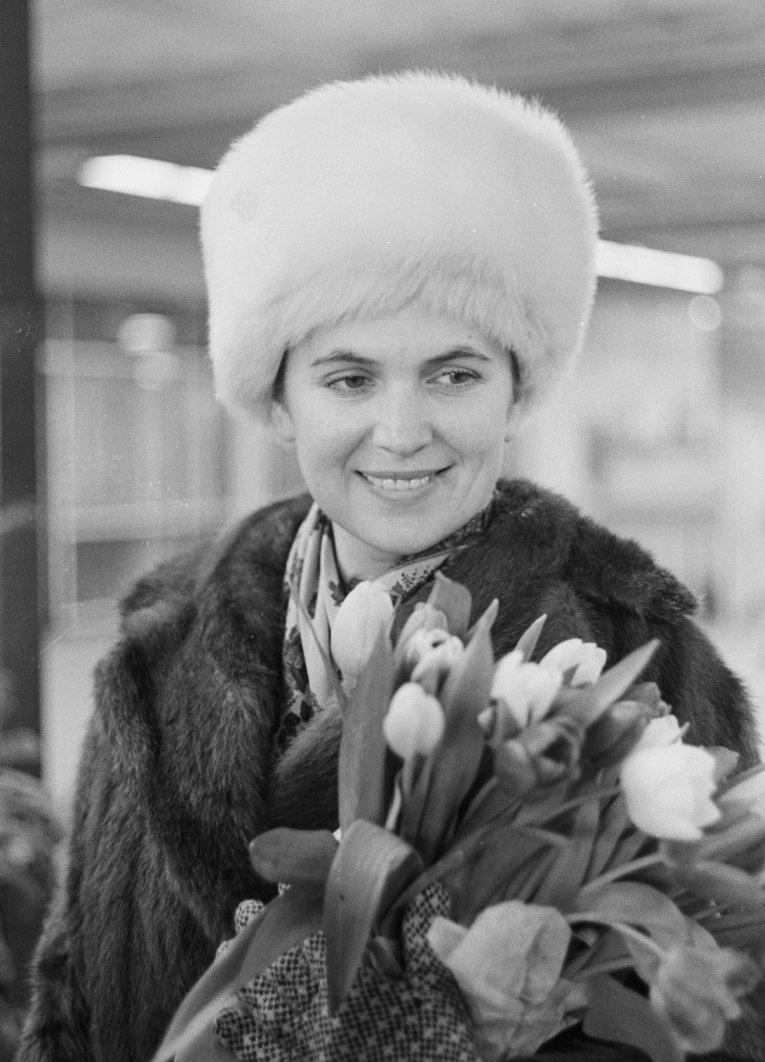
Galina Visjnevskaja mocht de voor haar bestemde sopraanpartij niet zingen in Coventry.

Voor de première had Britten als teken van verzoening solozangers uitgenodigd uit drie bij de Tweede Wereldoorlog betrokken landen: de Sovjet-Unie (de sopraan Galina Visjnevskaja), het Verenigd Koninkrijk (Brittens partner de tenor Peter Pears) en de  Bondsrepubliek Duitsland (de bariton Dietrich Fischer-Dieskau), maar Visjnevskaja kreeg van de Sovjet-autoriteiten geen toestemming om voor deze gelegenheid het land te verlaten. Als reden werd opgegeven dat de kathedraal van Coventry "met Duits geld" was herbouwd. Ze werd op het laatste moment vervangen door Heather Harper. Op de eerste grammofoonplaatopname van het War Requiem is Visjnevskaja wel te horen.
De wereldpremière in Coventry was onderdeel van een muziekfestival waarbij ook de opera King Priam van Michael Tippett in première ging. Het War Requiem werd op 30 mei 1962 uitgevoerd in de kathedraal door het City of Birmingham Symphony Orchestra (CBSO), geleid door Meredith Davies en het Melos Ensemble dat geleid werd door Britten zelf. Het werd een groot succes. Later schreef Britten over zijn muziek: "Ik hoop dat het mensen tot denken aanzet". Op de titelpagina van de bladmuziek staat een citaat van Owen: "Mijn onderwerp is oorlog, en het jammerlijke van oorlog. De poëzie zit in dit jammerlijke. Een dichter kan slechts waarschuwen."
Al snel werd het War Requiem op veel plaatsen in de wereld uitgevoerd. De Nederlandse première vond plaats in Amsterdam tijdens het Holland Festival in 1964. Het Concertgebouworkest en het Groot Omroepkoor werden geleid door Bernard Haitink, waarbij Britten zelf het kamerorkest (bestaande uit musici van het Concertgebouworkest) dirigeerde. De solisten waren Visjnevskaja, Fischer-Dieskau en Pears. Het was de eerste keer dat ze samen op het podium stonden.

De Belgische première vond plaats in juli 1964 in de Sint-Maartenskerk (Kortrijk) door het koor en orkest van de Belgische Radio- en Televisieomroep o.l.v. Daniel Sternefeld samen met het knapenkoor van het Heilig-Hartcollege (Waregem) en het Kortrijkse koor Singhet ende Weset Vro.
Op 30 mei 2012 werd in de kathedraal van Coventry herdacht dat de première precies vijftig eerder had plaatsgevonden. Andris Nelsons dirigeerde het CBSO in het War Requiem.

## Opname
De eerste opname van het War Requiem werd in januari 1963 door Decca gemaakt in de Kingsway Hall in Holborn (Londen) met het London Symphony Orchestra, het Melos Ensemble en het London Symphony Chorus onder leiding van de componist zelf. De solisten waren Galina Visjnevskaja, Peter Pears en Dietrich Fischer-Dieskau en de opnameleider was John Culshaw, die in zijn autobiografie verslag uitbracht. Van de opname werden binnen vijf maanden 200.000 exemplaren verkocht, wat voor eigentijdse klassieke muziek uitzonderlijk was. Deze opname is daarna vele malen op cd heruitgebracht. Bij de heruitgave van 2013 werden 50 minuten repetitiefragmenten toegevoegd.  
Het werk is daarna nog talloze keren opgenomen, ook door de componist zelf. Ook de live-opname van de wereldpremière door het CBSO onder Meredith Davies met Heather Harper is door het label Testament op cd uitgebracht.  

## Film
In 1989 maakte de Britse regisseur Derek Jarman de film War Requiem, waarin de opname van 1963 als soundtrack werd gebruikt. Decca had geëist dat de muziek van de opname in pure vorm zonder extra geluidseffecten te horen zou zijn. Sir Laurence Olivier (zijn allerlaatste rol) speelde een oude oorlogsveteraan in een rolstoel, Nathaniel Parker was Wilfred Owen en ook Tilda Swinton en Sean Bean hadden een rol.

## Over het War Requiem
- Humphrey Carpenter, Benjamin Britten - A Biography, pag. 408-412. Faber & Faber, London, 1992. ISBN 0-571-14325-3
- Mervyn Cooke, Britten - War Requiem (Cambridge Music Handbooks). Cambridge University Press, Cambridge, 1996. ISBN 0-521-44633-3
- Peter Evans, The Music of Benjamin Britten, pag. 450-466. J.M. Dent & Sons, London, 1979, 1989³. ISBN 0-460-12607-5
- Anthony Milner, The Choral Music, in: Christopher Palmer (red.), The Britten Companion, pag. 339-344. Faber & Faber, London, 1984. ISBN 0-571-13168-9
- Michael Oliver, Benjamin Britten, pag. 174-180. Phaidon, London, 1996, 2008². ISBN 978-0-7148-4771-9